# St. Petersburg White Nights 2011
Die St. Petersburg White Nights 2011 im Badminton fanden in Gattschina bei Sankt Petersburg vom 6. bis zum 10. Juli 2011 statt. Der Referee war Ivanka Pokorni aus Kroatien. Das Preisgeld betrug 15.000 US-Dollar, wodurch das Turnier in das BWF-Level 4A eingeordnet wurde.

## Austragungsort
- Sporthalle Arena, General Knysh Street 14A

## Finalergebnisse
| Disziplin    | Sieger                                   | Finalist                          | Ergebnis          |
| ------------ | ---------------------------------------- | --------------------------------- | ----------------- |
| Herreneinzel | Hsu Jen-hao                              | Derek Wong Zi Liang               | 21:18 14:21 21:12 |
| Dameneinzel  | Fransisca Ratnasari                      | Maria Kristin Yulianti            | 21:15 21:23 21:11 |
| Herrendoppel | Rian Sukmawan Rendra Wijaya              | Fernando Kurniawan Wifqi Windarto | 14:21 21:13 21:12 |
| Damendoppel  | Irina Khlebko Anastasia Russkikh         | Tatjana Bibik Olga Golovanova     | 21:17 21:16       |
| Mixed        | Danny Bawa Chrisnanta Vanessa Neo Yu Yan | Baptiste Carême Audrey Fontaine   | 21:18 19:21 21:15 |